# Ивка Тавчар
Ивка Тавчар (1909— ?) је бивша југословенска репрезентативка у мачевању. Такмичила се у флорету.
О њеном животу и спортској каријери готово да и нема података.
Познато је да је била члан репрезентације Југославије на Летњим олимпијским играма 1936. где се такмичија у дисциплини флорет појединачно.
У првом колу такмичила се у групи 6 која је имала 7 учесника.

### Група 6
| Противник           | Нација               | Резултат |
| ------------------- | -------------------- | -------- |
| Фрици Вениш-Филц    | Аустрија             | 2 : 5    |
|                     | Белгија              | 4 : 5    |
| Џуди Гинис Пен-Хјуз | Уједињено Краљевство | 2 : 5    |
| Дороти Лок          | Сједињене Државе     | 5 : 1    |
| Кетлин Хјуз-Халет   | Канада               | 5 : 3    |
| Еба Грипенштет      | Шведска              | 4 : 5    |

На табели групе 6 Ивка Тавчар је заузела 5 место и није се пласирала за даље такмичење:
| Место | ПОБ | ПОР | ТД | ТП |
| 5.    | 2   | 4   | 22 | 24 |
| ----- | --- | --- | -- | -- |